# Villerbon
Villerbon és un municipi francès, situat al departament del Loir i Cher i a la regió de Centre – Vall del Loira. L'any 2007 tenia 762 habitants.

## Demografia

### Població
El 2007 la població de fet de Villerbon era de 762 persones. Hi havia 302 famílies, de les quals 52 eren unipersonals (24 homes vivint sols i 28 dones vivint soles), 107 parelles sense fills, 115 parelles amb fills i 28 famílies monoparentals amb fills.
La població ha evolucionat segons el següent gràfic:
Habitants censats

### Habitatges
El 2007 hi havia 326 habitatges, 298 eren l'habitatge principal de la família, 7 eren segones residències i 21 estaven desocupats. 323 eren cases i 3 eren apartaments. Dels 298 habitatges principals, 262 estaven ocupats pels seus propietaris, 29 estaven llogats i ocupats pels llogaters i 7 estaven cedits a títol gratuït; 4 tenien una cambra, 9 en tenien dues, 35 en tenien tres, 78 en tenien quatre i 172 en tenien cinc o més. 250 habitatges disposaven pel capbaix d'una plaça de pàrquing. A 83 habitatges hi havia un automòbil i a 199 n'hi havia dos o més.

### Piràmide de població
La piràmide de població per edats i sexe el 2009 era:
| Homes | Edats   | Dones |
| ----- | ------- | ----- |
| 0     | 95 o +  | 0     |
| 0     | 90 a 94 | 0     |
| 0     | 85 a 89 | 4     |
| 0     | 80 a 84 | 0     |
| 12    | 75 a 79 | 4     |
| 12    | 70 a 74 | 16    |
| 4     | 65 a 69 | 8     |
| 16    | 60 a 64 | 16    |
| 36    | 55 a 59 | 20    |
| 24    | 50 a 54 | 32    |
| 48    | 45 a 49 | 40    |
| 32    | 40 a 44 | 44    |
| 12    | 35 a 39 | 20    |
| 28    | 30 a 34 | 24    |
| 16    | 25 a 29 | 8     |
| 32    | 20 a 24 | 32    |
| 28    | 15 a 19 | 12    |
| 32    | 10 a 14 | 12    |
| 8     | 5 a 9   | 16    |
| 16    | 0 a 4   | 28    |

## Economia
El 2007 la població en edat de treballar era de 524 persones, 405 eren actives i 119 eren inactives. De les 405 persones actives 382 estaven ocupades (206 homes i 176 dones) i 23 estaven aturades (13 homes i 10 dones). De les 119 persones inactives 59 estaven jubilades, 36 estaven estudiant i 24 estaven classificades com a «altres inactius».

### Ingressos
El 2009 a Villerbon hi havia 302 unitats fiscals que integraven 785 persones, la mediana anual d'ingressos fiscals per persona era de 21.342,5 €.

### Activitats econòmiques
Dels 18 establiments que hi havia el 2007, 6 eren d'empreses de construcció, 3 d'empreses de comerç i reparació d'automòbils, 3 d'empreses d'hostatgeria i restauració, 3 d'empreses immobiliàries i 3 d'empreses de serveis.
Dels 8 establiments de servei als particulars que hi havia el 2009, 2 eren paletes, 1 guixaire pintor, 1 lampisteria, 1 electricista i 3 restaurants.
L'any 2000 a Villerbon hi havia 22 explotacions agrícoles.

## Equipaments sanitaris i escolars
El 2009 hi havia una escola elemental integrada dins d'un grup escolar amb les comunes properes formant una escola dispersa.

## Poblacions més properes
El següent diagrama mostra les poblacions més properes.